# Christusbund
Der Christusbund (bis 2022 Württembergischer Christusbund, bis Ende 2011 Württembergischer Brüderbund) ist ein christlicher Gemeinschaftsverband innerhalb der evangelischen Kirche in der Form eines freien Werkes. Die Rechtsform des Christusbundes ist die eines eingetragenen Vereins. Zentrale Veranstaltung jeder Ortsgruppe ist der Gemeinschaftsgottesdienst (früher „Gemeinschaftsstunde“).

## Arbeitsweise
Der Christusbund engagiert sich vor Ort in der christlichen Gemeindearbeit u. a. mit einem Schwerpunkt in der Kinder- und Jugendarbeit. Die Arbeit wird vor allem durch ehrenamtliche Mitarbeiter getragen, die von einigen angestellten Jugendreferenten und Gemeinschaftspastoren unterstützt werden. Als Reiseveranstalter bietet der Christusbund unter dem Namen Leuchtfeuer Freizeiten jährlich rund 100 christliche Freizeiten und Reisen sowie Seminare und Kurzbibelschulen für verschiedene Zielgruppen an . Dazu betreibt der Christusbund eigene Freizeitheime und Gästehäuser in Friolzheim, Pellworm (Nordsee), Allgäu (am Forggensee und in Oberstdorf), Kärnten (Schlossvilla am Millstätter See) und Kroatien . Deren Bewirtschaftung erfolgt durch hauptamtlich angestellte Mitarbeiter zusammen mit jungen Menschen, die ein Freiwilliges Soziales Jahr oder den Bundesfreiwilligendienst leisten.
Seit den 1960er Jahren veranstaltet der Christusbund für seine ehrenamtlichen Mitarbeiter und andere Interessierte eine theologische und geistliche Schulung in Form von einwöchigen Kurzbibelschulen, die meist um die Jahreswende stattfinden.

## Glaubensgrundlage
Der Christusbund arbeitet auf der theologischen Grundlage der Evangelischen Allianz. Die Irrtumslosigkeit der Bibel, eine entsprechende Verkündigung der christlichen Botschaft sowie das Gebet sind den Mitgliedern von zentraler Bedeutung. Der Christusbund und seine Ortsverbände sind als pietistische Gruppierung innerhalb der Evangelischen Landeskirche in Württemberg anerkannt. Beispielsweise gratulierte der Regionalbischof von Ulm und spätere Landesbischof Gerhard Maier dem Ortsverband Berghülen zu dessen 70. Jubiläum mit den Worten: „Ich wünsche ihm (dem Württ. Christusbund Berghülen) die lebendige Dankbarkeit für das, was Gott an den Generationen vor uns getan hat. Ich wünsche ihm die ständige Verwurzelung in der göttlichen Heilsgeschichte, die uns Gottes Wort enthüllt. Und schließlich wünsche ich ihm, daß er eine missionarische, von der Liebe zu Gott und den Menschen bestimmte Jüngergruppe bleibt.“

## Geschichte
Im Jahre 1878 gründete sich in Lissa bei Posen der evangelische „Reichsbrüderbund“. Entscheidend beeinflusst und geprägt wurde der Gemeinschaftsverband in der Phase seiner Entstehung durch Johannes Seitz aus Neuweiler im Schwarzwald, der örtliche Bibelkreise zu einem „Brüderbund“ organisiert hatte. Der Brüderbund verbreitete sich zunächst im ostdeutschen Raum. Man nannte sich Reichsbrüderbund, weil man an die baldige Wiederkunft Jesu Christi zur Aufrichtung seines Königreichs glaubte. 1933 gab es eine politisch erzwungene Neuformierung. Damals entstand im Remstal der „Württembergische Brüderbund“, der in den übergeordneten Evangelischen Gnadauer Gemeinschaftsverband aufgenommen wurde. Nach dem Zweiten Weltkrieg übernahm der Württemberger Brüderbund die Tradition der Ostbünde.
1934 wurden Bußtagskonferenzen begonnen, deren Tradition seit 1995 als „Christustreff“ fortgeführt wird, wegen des Wegfalls des gesetzlichen Feiertags aber auf einen Sonntag verlegt wurde.

## Leitung
Die Theologische Leitung des Gemeinschaftsverbandes wird vom Vorsitzenden, Matthias Köhler und seinem Stellvertreter Klaus Eberwein wahrgenommen. Bekannte Vorsitzende waren Friedrich Hänssler, der Leiter des gleichnamigen evangelischen Verlagshauses, und Pfarrer Heiko Krimmer.

## Verbreitung
Organisatorisch ist der Verband heute in sechs Bezirke (geografisch geordnet) aufgeteilt:
- Enz
- Filder
- Remstal
- Schönbuch-Alb
- Schwarzwald
- Teck

## Ortsgemeinschaften
Die einzelnen Ortsgemeinschaften mit zehn bis 200 Gottesdienstbesuchern sind selbständig, engagieren sich aber auch in gemeinsamen bezirklichen Aufgaben. Beispielsweise organisieren sie gemeinsam christliche Konzerte, Mitarbeiterschulungen, Evangelisationen, Jugend- und Frauentreffs, Männervesper und Teestuben. Dazu kommen größere Veranstaltungen, die der Gesamtverband organisiert, wie jährliche Bezirks- und Verbandskonferenzen, das in den frühen 1950er Jahren durch Friedrich Hänssler initiierten JugendtreffenYounited #weekend (bis 2020 dynamis) und die Jahreskonferenz Christustreff. Heute gehören zum Christusbund Gemeinschaften in 41 Dörfern und Städten in Baden-Württemberg und Bayern.